# متحف المركبات الملكية بالقلعة
متحف المركبات الملكية بالقلعة، هو أحد المتاحف الموجودة داخل قلعة صلاح الدين الأيوبي بالقاهرة، ويعرض عدداً من «الركايب» أو العربات التي كانت تستخدمها الأسرة العلوية. وافتُتح في 1983.

## تاريخه
شُيد متحف الركايب الملكية على إسطبل للخيول والتي كانت تنطلق منه إلى نادى الجزيرة حيث رياضة سباق الخيل والمراهنات عليها كما كان المكان يحتوى على غرف شونت فيها عربات من أيام الحكم الخديوي إسماعيل وتوفيق وعباس وفاروق. وبعد الثورة ألغي الإسطبل ونقل إلى الكيت كات في شارع السودان وفي المبنى الذي تحول إلى وحدة الشئون الاجتماعية. وأصبح مكان إسطبل بولاق متحف المركبات الملكية للأسرة المالكة حتى زمن فاروق وأضيف إليه نماذج للمركبات والعجلات الحربية الفرعونية، وكان يتألف من طابقين الأرضي لعربات الحنظور والشمرشاجية والسياس بملابسهم المزركشة، وفي الثانى نماذج مصغرة للجياد وأنواعها ومشغولات ذهبية ونحاسية وفضية ولوحات فنية. ثم وقع حريق واختفت بعض المشغولات، فانتقل إلى مكان آخر في بولاق بجوار المطابع الأميرية. وأخيراً استقر في المتحف الموجود بالقلعة.

## وصلات خارجية
- متحف المركبات الملكية بالقلعة - فيسبوك